# 廣瀬洋一
広瀬 洋一（ひろせ よういち、1963年4月19日 - ）は、日本のベーシスト、ロックミュージシャン。
ロックバンド「THE YELLOW MONKEY」のベーシスト。東京都足立区出身。ステージネームはHEESEY(ヒーセ)。血液型はO型。所属事務所はBAJ INC.（旧BOWINMAN ARTISTS）。既婚。一児の父。

## 来歴
中学生時代にバンド活動を開始。当初ベースを所持していなかったためギターの下4弦を使用していたが、3年生の時に高校生と偽ってバイトをしベースを購入した。アンプも所持していなかったためラジカセに繋いで練習し、3台ほど故障させたという。
1980年代にはヘヴィメタルバンド『ムルバス』や『16LEGS』のベーシストとして活動、解散後の1988年から2004年7月までTHE YELLOW MONKEYのベーシストとして活動。
2003年から2005年12月までHEESEY WITH DUDESのボーカル&ベースとして活動。
解散後は2005年11月発売の森重樹一（ZIGGY）のソロアルバム『CHRONIC LAY ABOUT』にベーシストとして参加、同時に森重樹一のソロツアーに参加している。
2007年1月にKISSとCheap Trick限定のカヴァーバンドCheaSS(チーッス)を結成、渋谷LA MAMAをはじめ各所のイベントに参加。
2009年、前田“TONY”敏仁（Vo）、岡田“OKAHIRO”弘（G）、大内“MAD”貴雅（Dr）らと共にTYOを結成。
2016年1月8日、THE YELLOW MONKEY再集結に参加。

## HEESEY WITH DUDES
2003年のTHE YELLOW MONKEYの活動休止中にロックバンド、HEESEY WITH DUDES（ヒーセ・ウィズ・デューズ）を結成。同年にBMG JAPANよりデビューし、2005年12月に解散。バンド名の「HEESEY」は廣瀬のニックネーム、「DUDES」は「洒落た男たち」を意味する。

### メンバー
- 廣瀬HEESEY洋一
  - Vocal・Bass・作詞・作曲・プロデュース
- MAD大内（マッド大内）
  - Drums（アルバム『H・O・O・O!』収録曲「CALL ME NOW」「CHERRY」「NYMPHOMANIA」では作詞も担当。）
- 小野寺ONOCHIN智（おのでらさとし）
  - Guitar（ライヴではBassも）

#### 元メンバー
- 大山Senor英寿（おおやまひでとし）：Guitar

ファーストライヴ「HEESEY WITH DUDES FIRST APPEARANCE」よりサポートメンバーとして参加。2004年、アルバム『H・O・O・O!』ツアー『野郎共のケモノ道』よりギタリストとして正式加入。アルバム『H・O・O・O!』内の「CALL ME NOW」「CHERRY」でVOCAL及び作詞も担当。2005年に開催されたバンド最後のツアー『THE FAREWELL TOUR』直前に脱退。元THE SPACE COWBOYS、現THE MONOLITH、GOLD。

#### サポート・メンバー
- 近江谷OMMY創一朗（おおみやそういちろう）：Guitar

大山脱退後、サポートギタリストとして『THE FAREWELL TOUR』に参加。1stAlbum『OBSTINATE ROCKAHOLIC』の9曲目「LADY BLACK STOCKIN'」にも参加。『ムルバス』時代からの盟友でもある。

### ディスコグラフィ
特に表記のない限り作詞・作曲・編曲：HEESEY

#### シングル
1. NAMELESS LOVER（2003年2月5日）オリコン27位
  1. NAMELESS LOVER[4:49]
  2. TIME FOR ROMANCE[3:13]
  3. EVERLASTING ROAD[4:38]
2. PAINT IT RED（2023年10月4日）※HEESEY名義
  1. PAINT IT RED
  2. TANGO DE CERO
  3. HOMETOWN

#### アルバム
- OBSTINATE ROCKAHOLIC （2003年3月5日）※HEESEY WITH DUDES名義

- YOU SAY HEESEY（2014年5月21日）※HEESEY名義

- ODYSSEY（2018年5月16日）※同上
- 33（2022年3月3日）※同上

#### ミニアルバム
1. H・O・O・O!（2004年11月3日）
※ツアー「野郎共のケモノ道」会場のみでの限定発売。
  1. YEAR 7(IT'S OUR ROCK'N ROLL)
  2. CALL ME NOW（Vo.Senor）
  3. HEAVY ME-N-TAL MAN
  4. CHERRY（Vo.Senor）
  5. SOUL MATE
  6. NYMPHOMANIA
2. TYO YEARS 1（2020年9月16日）※HEESEY名義
3. TYO YEARS 2（2021年3月24日）※同上

#### DVD
- HEESEY WITH DUDES THE FAREWELL TOUR LOVE,LIFE,LIVE（2006年3月8日）オリコン63位

- TRIUMPH A GO! GO!～HEESEY LIVE at UNIT. TOKYO～ （2019年4月3日）

## 使用楽器
- フェンダー
  - プレシジョンベース 1972年製 ブロンド
  - プレシジョンベース 1961年製 サンバースト
  - ジャズベース 1962年製 ブロンド
  - ジャズベース 1965年製 サンバースト
  - ジャズベース 1965年製 ブラック
  - プレシジョンベース 1965年製 ブラック
- ギブソン
  - サンダーバード 1964年製 サンバースト（ホワイトにリフィニッシュ）
  - サンダーバード 2000年製 ブラック（シルバースパークルにリフィニッシュ）
  - サンダーバード・カスタムショップ 1990年製 ホワイト
  - サンダーバードIV ノン・リバース 1966年製 サンバースト（ブラックにリフィニッシュ）
  - サンダーバードIV ノン・リバース 1966年製 カージナルレッド
  - サンダーバードIV 1963年製 ブラック
  - サンダーバードIV 1965年製 サンバースト
  - サンダーバード アメリカ建国200周年記念モデル 1976年製 ホワイト
  - サンダーバード アメリカ建国200周年記念モデル 1976年製 ブラック
  - グラバーベース 1970年製 ブラウン
- グレコ・リベレーターベース 2004年製 シルバースパークル
- B.C.リッチ・ウェーブベース 1985年製 ブラック
- ミュージックマン・スティングレイベース 1999年製 ブラックスパークル
- スペクター NS-2 1980年製 オイル
- DIPINTO BELVEDERE BASS 2001年製? ブラック&パール

## 書籍
- 廣瀬洋一の東京下町うましか洋品店（1999年、シンコー・ミュージック、ISBN 4401616111）
音楽と人での約3年間の連載分+未発表6回分をまとめたもの。